# Palazzo di Sangro di Casacalenda

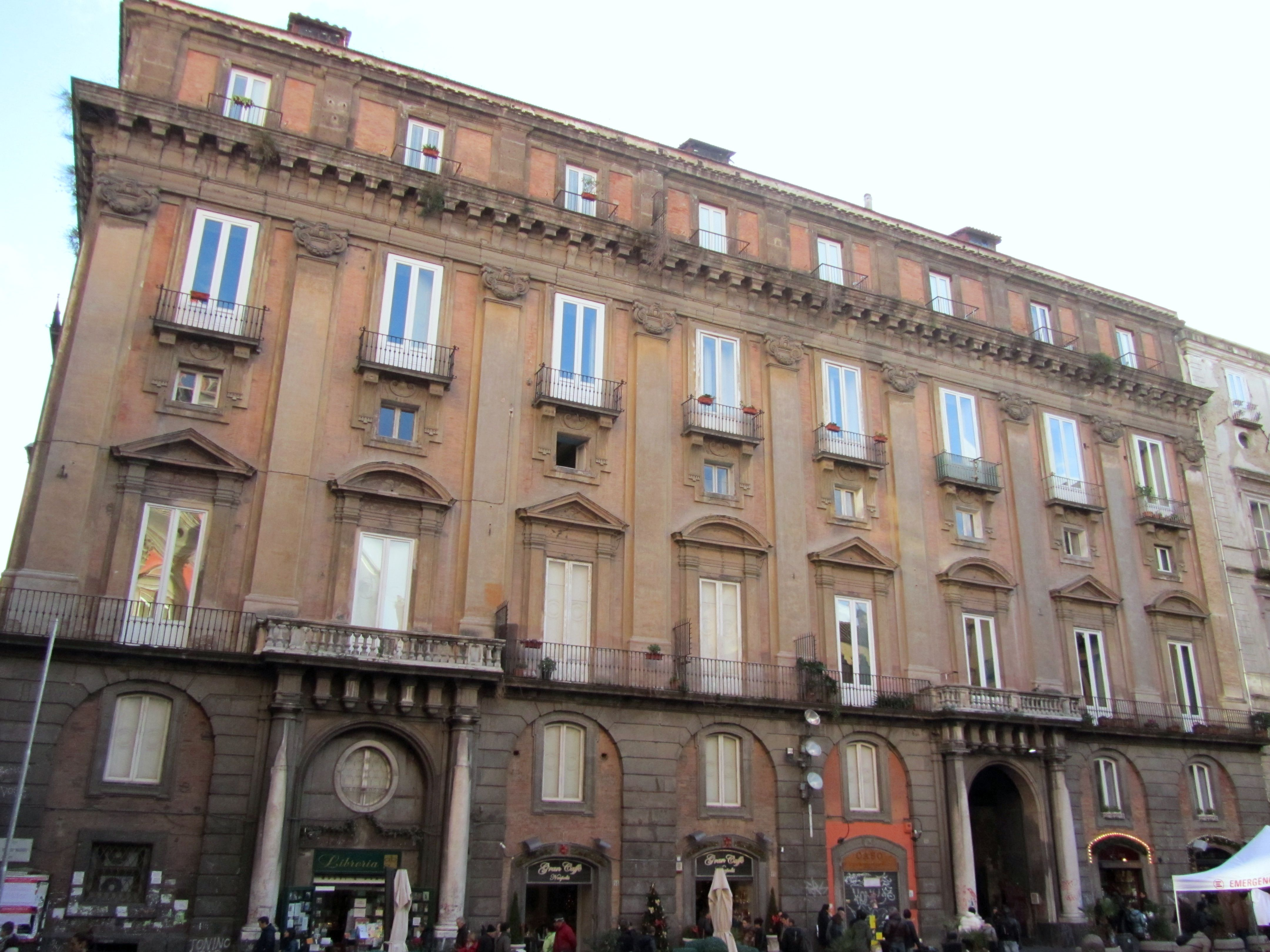
Palazzo Sangro, Neapel

Der Palazzo di Sangro di Casacalenda ist ein Adelspalast aus dem 18. Jahrhundert, der sich gegenüber der Kirche San Domenico Maggiore an der gleichnamigen Piazza im Zentrum von Neapel befindet. Die Ostseite der Fassade ist der Fassade der Kirche Sant’Angelo a Nilo zugewandt.

## Geschichte

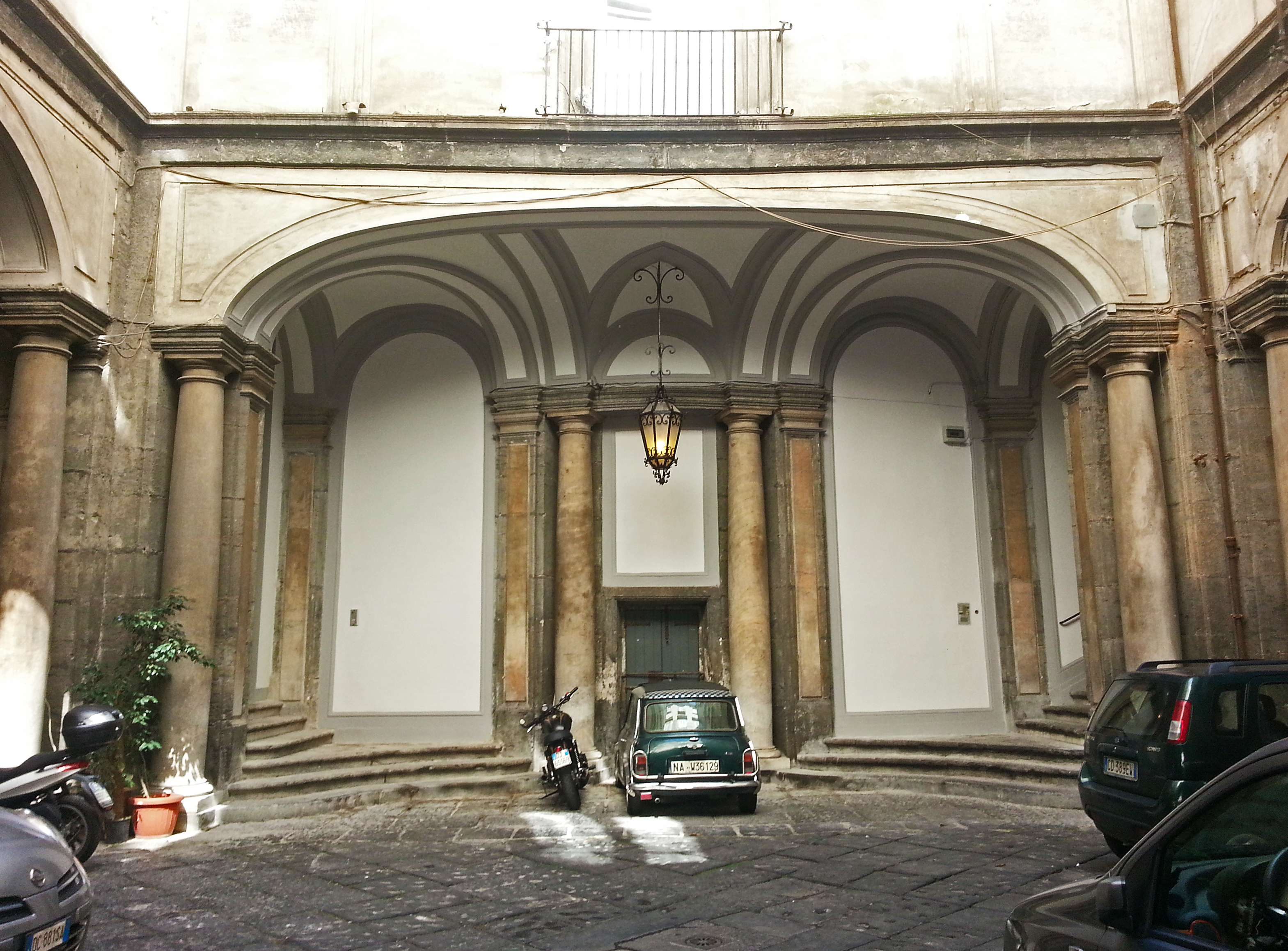

In den Jahren 1754–1762 baute der Architekt Mario Gioffredo den Palast für die Herzogin Marianna de Sangro di Casacalenda. Der Palast ist im Wesentlichen ein Werk von Mario Gioffredo – unter anderem wird ihm der Entwurf der monumentalen Pilaster in den oberen Stockwerken der Fassade zugeschrieben – auch wenn der Architekt Luigi Vanvitelli kurz nach der Fertigstellung einige kleinere Ausbesserungen vorgenommen hat, wie die Balkone und die Lisenen an der Fassade, die auch das heutige Aussehen des Gebäudes mitbestimmen.
Ursprünglich wollte die Herzogin das auf dem Anwesen vorhandene Gebäude, das auf einen Entwurf von Cosimo Fanzago aus dem späten 16. Jahrhundert zurückging,  lediglich renovieren, ohne dabei die alten architektonischen Merkmale des Gebäudes, wie die von Fanzago entworfene Innentreppe, endgültig zu verlieren. Gioffredo nahm jedoch tiefgreifende Veränderungen an dem Gebäude vor, indem er das Bauwerk von Fanzago kurzerhand abriss und die bei den Arbeiten im Untergrund gefundenen Materialien wiederverwendete. Bei dieser Gelegenheit kamen auch einige archäologische Fragmente zum Vorschein, wie die heute hinter dem Palast sichtbaren griechischen Mauern aus dem 4. Jh. v. Chr., die jetzt hinter dem Palast sichtbar sind.
Nach diesen und anderen Ereignissen beschloss Marianna di Sangro, die bis dahin vom Architekten ausgeführten Arbeiten nicht zu bezahlen. Im Jahr 1761, zwölf Jahre nach der Beauftragung, wurden die Arbeiten vollständig unterbrochen, und es begann ein Streit zwischen den Parteien über die ausbleibende Bezahlung, der bis zum Beginn des 19. Jahrhunderts andauerte.
Gioffredo wurde auch durch die Bedenken von Vanvitelli bezüglich der Ausführung des Gebäudes behindert, der einige strukturelle Mängel bei den Arbeiten feststellte, die Schäden am Gebäude verursachten. So begann Vanvitelli 1766 mit der Renovierung des Palastes: Er arbeitete vor allem im elliptisch angelegten Innenhof, in dem er einen Portikus mit vier Bögen errichtete, der von acht Piperno-Säulen getragen wird. Die Säulen stammten aus der frühchristlichen Kirche Santa Maria della Rotonda, die bei den Ausgrabungen gefunden und 1770 abgerissen worden war.
Die Familie Sangro di Casacalenda bewohnte den Palast bis 1831, als er an die Familie Del Balzo verkauft wurde.
1922 wurde im Rahmen der Stadterneuerung von Neapel und der Verbreiterung der Via Mezzocannone der östlichste Erker des Palastes abgerissen, was die Entfernung der Fresken aus diesem Teil des Piano Nobile erforderlich machte. Die Deckenfresken von Fedele Fischetti wurden 1950 in das Museo di Capodimonte verlegt.
Bei dieser Gelegenheit kamen auch zahlreiche Funde zum Vorschein, darunter erneut die Überreste der frühchristlichen Kirche Santa Maria della Rotonda, die wegen ihres runden Grundrisses so genannt wurde, ebenso die Fundamente eines der Vesta geweihten Tempels.